# Муге, Соме
Соме Муге — кенийский легкоатлет, который специализировался в беге на длинные дистанции. Бронзовый призёр чемпионата мира по кроссу 1983 году. Бронзовый призёр Всеафриканских игр 1987 года в беге на 10 000 метров. Занял 22-е место на чемпионате мира 1987 года на дистанции 10 000 метров.
Его сын Питер Соме также является легкоатлетом.

## Достижения
- Чемпионат мира по кроссу 1981 — 57-е место
- Чемпионат мира по кроссу 1982 — 48-е место
- Чемпионат мира по кроссу 1984 — 52-е место
- Чемпионат мира по кроссу 1986 — 8-е место
- Чемпионат мира по кроссу 1987 — 5-е место
- Чемпионат мира по кроссу 1988 — 9-е место